# Màquina recreativa

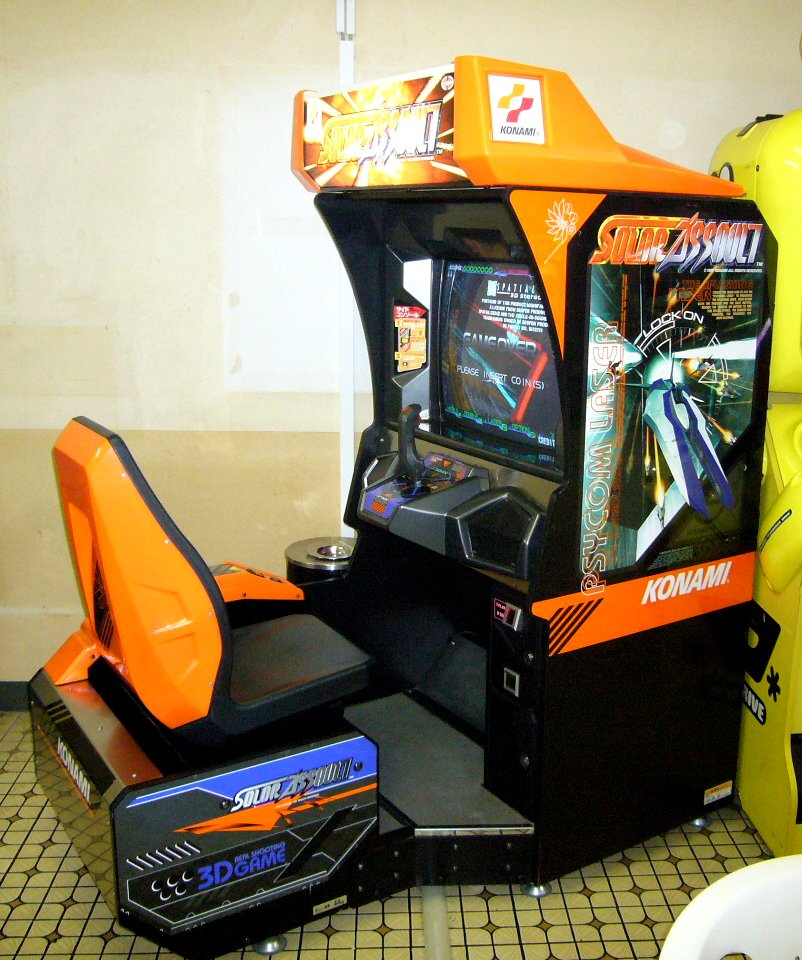
Màquina recreativa.

Una màquina recreativa (tipus A), videojoc recreatiu o màquina de joc (també coneguts amb el terme anglès arcade) són les grans màquines disponibles en llocs comercials públics com restaurants, locals, centre comercials, bars, pistes de bitlles (bowling) i en llocs especialitzats com els salons recreatius (recreatius, lleure o també arcade, segons el país), per a jugar a videojocs, de manera similar als jocs de juguesques dels casinos com les escurabutxaques (empassa-monedes) electròniques, o del Pachinko, però sense ànim de fer messions i solament diversió,així en aquest sentit s'assembla més als pinball.
"Arcade" és el terme genèric usat pels angloparlants i estès per la resta del món, però fins i tot entre ells reben distintes denominacions segons el país.

## Característiques

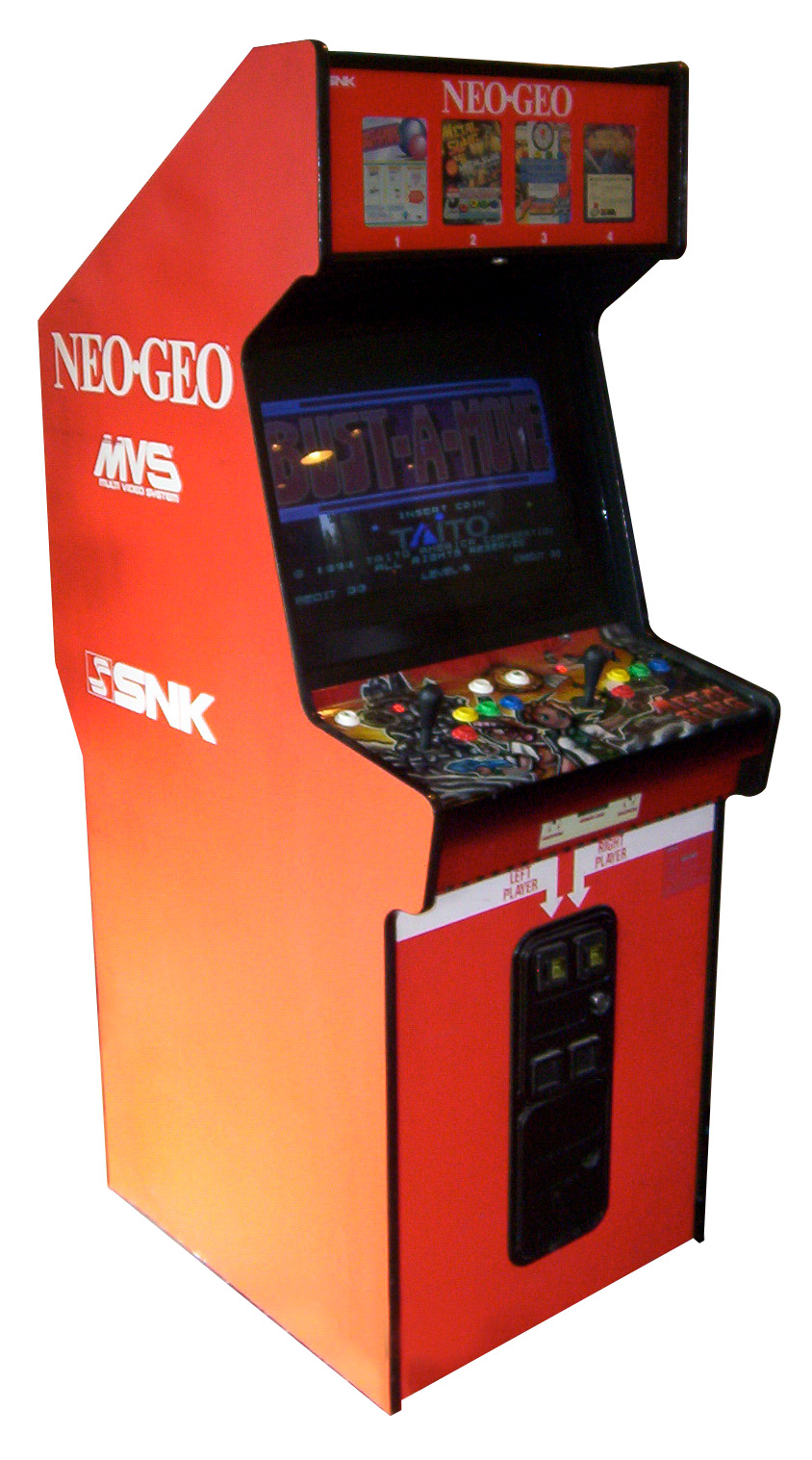
Neo-Geo arcade.

Les màquines són mobles amb alguns controls com una palanca de control i botons, o una pistola o un volant segons el joc. Per a poder jugar una partida cal introduir una targeta magnètica prepagada de la qual es descompta el preu corresponent, n'hi ha unes altres que funcionen amb monedes de curs legal amb la suma necessària o fitxes del mateix local.
La característica comuna, és l'escassa durada de les partides dites "credits" (en anglès) que en l'argot d'aquest món significa les continuacions possibles de la partida per temps o per vides, la poca durada assegura que el jugador vagi introduint les monedes o cartes. També s'evita la complexitat per a enganxar qualsevol persona. Els primers videojocs van sortir en arcade i computadores (ordinador) abans que en les dites consoles, de manera que són una part essencial de la història del videojoc.
El 1971 va aparèixer el primer videojoc comercial i va aparèixer la màquina recreativa Compueter Space als Estats Units, la versió comercial de Spacewar! del 1971. Era una alternativa a les màquines escurabutxaques i al pinball. No va funcionar, però un any després el mateix empresari ho va provar amb pong, i la companyia de Nolan Bushnell, Atari, va començar a créixer. Els anys següents les vendes es van disparar.
En la dècada dels 80 i 90, els arcades eren considerats la "prova de foc" per a mostrar tot el potencial gràfic d'un videojoc o innovacions, que eren limitades pels controls de consoles i ordinadors o simplement perquè mostraven una sensació més real que la que es podia viure manejant un pad o teclat, especialment les cabines hidràuliques d'alguns simuladors aeris, de dues o més pantalles i qualsevol altre accessori difícil d'implementar en el sector domèstic.
Una característica recercada entre els creadors i usuaris d'aquestes màquines, és la tenir una gran valor de jugabilitat. Així, encara que el jugador hagi acabat el joc satisfactòriament, hi ha un desig de començar de nou immediatament o en una ocasió propvinent. Amb aquest objectiu, una gran part de les màquines recreatives tenen sistemes de puntuació (taules amb les millors 5, 10 o 20 puntuacions, temps o percentatges) que mesuren els èxits del jugador, existeix també l'opció de jugar per a acabar el joc o per a competir contra altres jugadors o totes dues coses alhora.

## Decadència

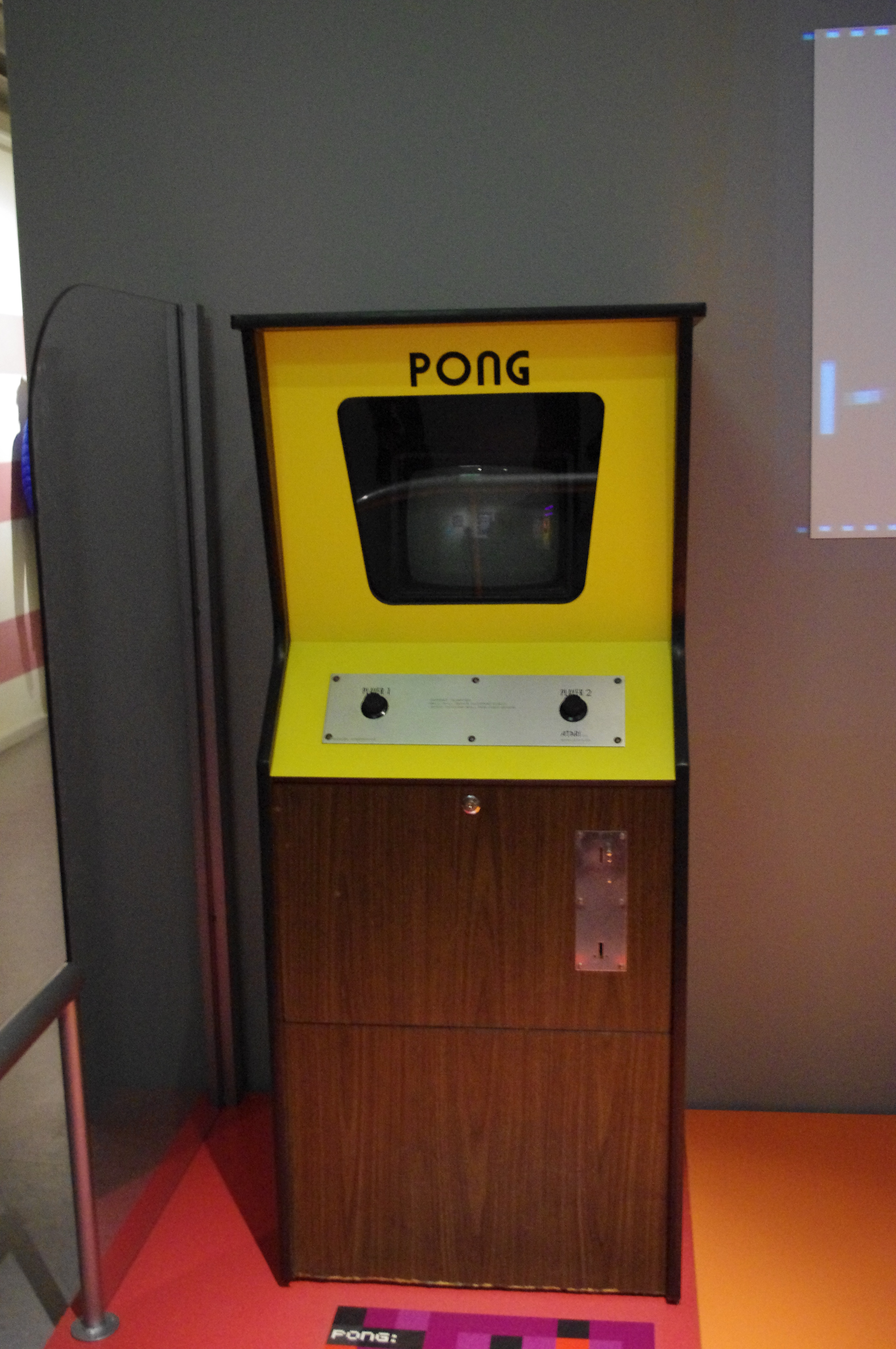
Màquina recreativa del Pong (1972).

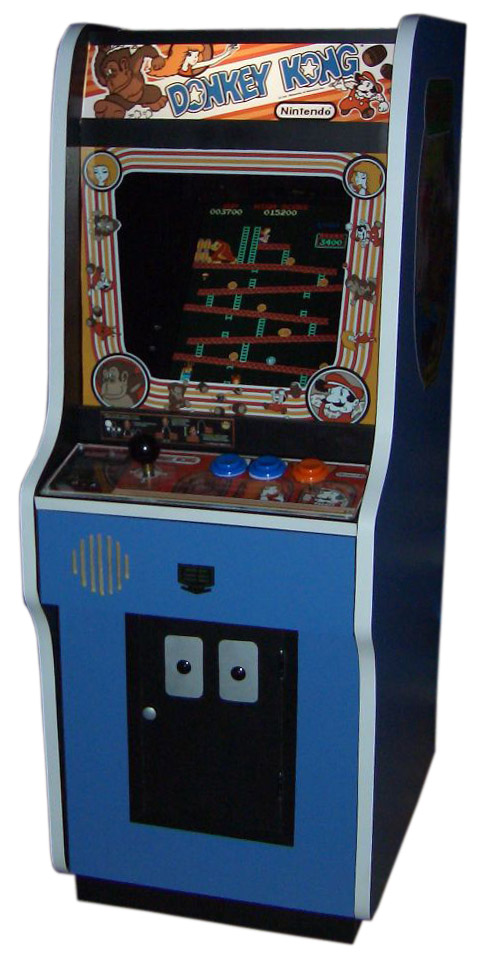
Donkey Kong, de Shigeru Miyamoto (1981), un dels videojocs més populars de tots els temps.

A causa de la rendibilitat i avenç de tecnologia en les consoles i computadores que han arribat a tenir un maquinari superior a l'arcade, com també la possibilitat de jugar en línia, la proliferació de Cibercafès i altres motius, les màquines recreatives han anat perdent popularitat fins a gairebé desaparèixer, això ha obligat companyies especialitzades en el sector, com Midway, a entrar al sector de consoles i deixar de produir les màquines recreatives.

## Recreatiu com a gènere de videojocs
En altres usos, el terme "arcade" es refereix als videojocs clàssics o que recorden les màquines del mateix nom. També s'usa per a diferenciar els simuladors; "arcade" en aquest sentit se sol referir als jocs fàcils de jugar o irreals en l'aerodinàmica, que era el que predominava en les màquines homònimes.
En general, també es parla de jocs "arcade" quan es refereix a jocs en els quals, essent els gràfics poc complicats, la dificultat augmenta progressivament amb cada pantalla superada, però on no hi ha profunditat quant a història, mitologia, personalitat en els personatges, etc.

## Gèneres en les màquines recreatives
Esportius, simuladors aeris, de carreres, d'acció, de baralles, plataformes, catifes de ball i en menor mesura puzzle. Al Japó a més s'han fet populars els jocs de carta i aventures.
Els gèneres més fàcils de jugar són els susdits gèneres disponibles en aquestes màquines, els jocs molt llargs com els RPGs gairebé mai han sortit en aquest format.

## Llista de sistemes recreatius

### Capcom
- Capcom Play System 1
- Capcom Play System 2
- Capcom Play System 3

### Gaelco
- GAELCO 3D

### Jaleco
- Mega System 32

### Kaneko
- Super NOVA System

### Konami
- GX System
- GV System
- GQ System
- Hornet System
- System 573

### Midway
| - Astrocade - MCR - MCR II - MCR III - MCR-68 - Y-Unit (1991-1992) | - T-Unit (1993) - X-Unit (1994; usat només en la Revolution X) - Wolf Unit (1994-1996) - V-Unit (1995-1996) - Zeus - Zeus II | - Seattle - Vegas |

### Namco
| - Namco System 86 - Namco System 1 - Namco System 2 - Namco NA-1 - Namco NB-1 - Namco ND-1 | - Namco System FL - Namco System 21 - Namco System 22 - Namco System 23 - Namco System 246 - Namco System 256 |

### Nintendo
- PlayChoice-10
- Super System
- VS. UniSystem i VS. DualSystem

### Sammy
- Atomiswave

### Sega
| - Sega System 1 - Sega System 2 - Sega System E - Sega System 16 - Sega System 18 - Sega System 24 | - Sega System 32 - Sega System C2 - Sega Megatech - Sega Mega Play - Sega Model 1 - Sega Model 2 | - Sega Model 3 - Sega Titan Video - Sega NAOMI - Sega HIKARU - Sega Chihiro - Sega Lindbergh |

### Seibu
- SPI System

### SNK
- Neo-Geo MVS
- Hyper Neo-Geo 64

### Sony
- ZN-1
- ZN-2

### Taito
- F3 System
- G-NET System
- TypeX / TypeX+

### Diversos fabricants
- Irem/Data East M-10, .. M-62, M-107
- Triforce (Sega, Namco, Nintendo)
- SSV (Seta, Visco, Sammy)